# Elementary OS
elementary OS — вільна операційна система, дистрибутив Linux, заснований на Ubuntu. Характерною особливістю дистрибутиву є використання власної оболонки Pantheon, яка глибоко інтегрована з іншими складовими операційної системи.
Дистрибутив позиціює себе як швидка, відкрита і конфіденційна альтернатива Windows і macOS. Основна увага в проєкті приділяється якісному дизайну, націленому на створення простої у використанні системи, яка споживає мінімальні ресурси і забезпечує високу швидкість запуску.

## Огляд
При розробці оригінальних компонентів Elementary OS використовується GTK3, мова Vala і власний фреймворк Granite. Як основа дистрибутиву використовуються напрацювання проєкту Ubuntu. На рівні пакунків і підтримки репозиторіїв Elementary OS сумісний з Ubuntu LTS. Графічне оточення засновано на власній оболонці Pantheon, яка об'єднує такі компоненти, як віконний менеджер Gala (на базі Mutter), верхню панель WingPanel, ланчер Slingshot, панель керування Switchboard, нижню панель завдань Plank (переписаний на Vala аналог панелі Docky) і менеджер сесій Pantheon Greeter (на основі LightDM).
До складу оточення входить набір тісно інтегрованих в єдине оточення застосунків, необхідних для вирішення завдань користувачів. Серед застосунків більшу частину складають власні розробки проєкту, наприклад, емулятор термінала Pantheon Terminal, файловий менеджер Pantheon Files, текстовий редактор Scratch і музичний програвач Music (Noise). Проєкт також розвиває менеджер фотографій Pantheon Photos (відгалуження від Shotwell) і поштовий клієнт Pantheon Mail (відгалуження від Geary).
Середовище стільниці Pantheon побудовано на програмній базі GNOME, тобто на GTK, GDK, cairo, GLib (включно з GObject) і GIO, GVfs та Tracker.
Застосунки Pantheon — це форки сучасних чи старіших застосунків GNOME, або написані з нуля:
- Epiphany: вебпереглядач на основі WebKit;
- Gala: менеджер вікон;
- Mail: поштовий клієнт написаний на Vala;
- Maya: календар;
- Noise: музичний плеєр;
- Pantheon Greeter: менеджер сесії на основі LightDM;
- Pantheon Terminal: емулятор термінала;
- Plank: панель завдань;
- Scratch: текстовий редактор;
- Slingshot: запускач застосунків, що розташовані у Wingpanel;
- Switchboard: панель керування;
- Pantheon Files: файловий менеджер;
- Ubiquity: гілка стандартного встановлювача для Ubuntu;
- Wingpanel: верхня панель, подібна до верхньої панелі GNOME Shell.

## Розвиток
Проєкт elementary OS розпочинався як набір тем оформлення та програм для Ubuntu і лише згодом розробники вирішили створити свій власний дистрибутив. Оскільки elementary OS заснована на Ubuntu, вона повністю сумісна з репозиторіями та пакунками батьківського дистрибутиву. В проєкті використовується AppCenter. Користувацький інтерфейс прагне бути інтуїтивно зрозумілим для нових користувачів, помірно споживати ресурси і дещо нагадує дизайнерські рішення macOS від Apple.
elementary OS базується на випусках Ubuntu LTS (Long Term Support; укр. довгострокової підтримки), які розробники активно підтримують, навіть під час розробки нового випуску.

## Версії
| Колір    | Значення                       |
| -------- | ------------------------------ |
| червоний | застаріла версія без підтримки |
| зелений  | сучасна версія з підтримкою    |
| синій    | майбутня версія                |

| Версія | Назва   | Редакція | Основа коду           | Основа APT               | Дата випуску      |
| ------ | ------- | -------- | --------------------- | ------------------------ | ----------------- |
| 0.1    | Jupiter | GNOME 2  | Ubuntu 10.10          | Ubuntu 10.10             | 31 березня 2011   |
| 0.2    | Luna    | Pantheon | elementary OS Jupiter | Ubuntu 12.04 LTS         | 10 серпня 2013    |
| 0.3    | Freya   | Pantheon | elementary OS Luna    | Ubuntu 14.04 LTS         | 11 квітня 2015    |
| 0.3.1  | Freya   | Pantheon | elementary OS Freya   | Ubuntu 14.04 LTS         | 3 вересня 2015    |
| 0.3.2  | Freya   | Pantheon | elementary OS Freya   | Ubuntu 14.04 LTS         | 9 грудня 2015     |
| 0.4    | Loki    | Pantheon | elementary OS Freya   | Ubuntu 16.04 LTS         | 9 вересня 2016    |
| 0.4.1  | Loki    | Pantheon | elementary OS Loki    | Ubuntu 16.04.02 LTS      | 17 травня 2017    |
| 5.0    | Juno    | Pantheon | elementary OS Loki    | Ubuntu 18.04 LTS         | 16 жовтня 2018    |
| 5.1    | Hera    | Pantheon | elementary OS Juno    | Ubuntu 18.04 LTS         | 3 грудня 2019     |
| 6.0    | Odin    | Pantheon | elementary OS Juno    | Ubuntu 20.04 LTS (focal) | 10 серпня 2021    |
| 6.1    | Jólnir  | Pantheon | elementary OS Juno    | Ubuntu 20.04 LTS (focal) | 20 грудня 2021    |
| 7.0    | Horus   | Pantheon | elementary OS Juno    | Ubuntu 22.04 LTS (jammy) | 31 січня 2023     |
| 8.0    | Circle  | Pantheon | elementary OS Juno    | Ubuntu 24.04 LTS         | 26 листопада 2024 |